# Новомилорадівка
Новомилора́дівка (до 2008 - Милорадівка) — село в Україні, у Божедарівській селищній громаді Кам'янського району Дніпропетровської області.
Населення — 382 мешканця.

## Географія
Село Новомилорадівка знаходиться на лівому березі річки Рекалова, неподалік від її витоків, нижче за течією за 0,5 км розташоване село Покровка. На річці зроблено кілька загат. Поруч проходить залізниця, зупинний пункт Сорокопанівка за 1 км.

## Історія
Колонія Милорадівка була заснована 1889 року менонітами з колонії Миколайполе, які не змогли там отримати землі. Земля для нової колонії була куплена у князя Милорадовича.
В 1892 році було відкрито німецьку церковно-парафіальну школу.
В 1908 році в колонії Милорадівці Олександрівської волості Верхньодніпровського повіту налічувалось 18 дворів, 110 осіб.
7 (20) листопада 1917 року, відповідно до Третього Універсалу Української Центральної Ради, увійшло до складу Української Народної Республіки.  
В 1925 в колонії Милорадівці Божедарівського району Криворізької округи налічувалось 34 господарства, 208 осіб, 1 тепловий млин, 1 вітряний млин, 1 кузня.
Перед початком німецько-радянської війни в 1941 році населення складало 113 родин, 408 осіб, в тому числі: німців - 109 родин, 387 осіб (95%), українців - 4 родини, 21 особа.
В 1942 році в селі Милорадівці Божедарівського району Верхньодніпровського ґебіту генеральної округи Дніпропетровськ Райхскомісаріату Україна населення складало 114 родин, 494 особи, в тому числі німців - 84 родин, 316 осіб (64%), українців - 30 родин, 148 осіб (36%).

## Населення

### Мова
Розподіл населення за рідною мовою за даними перепису 2001 року:
| Мова       | Відсоток |
| ---------- | -------- |
| українська | 87,5 %   |
| російська  | 6 %      |
| білоруська | 5,2 %    |
| вірменська | 1,3 %    |

## Уродженці
- Плотніков Василь Васильович (1992—2018) — солдат Збройних сил України, учасник російсько-української війни.

## Світлини

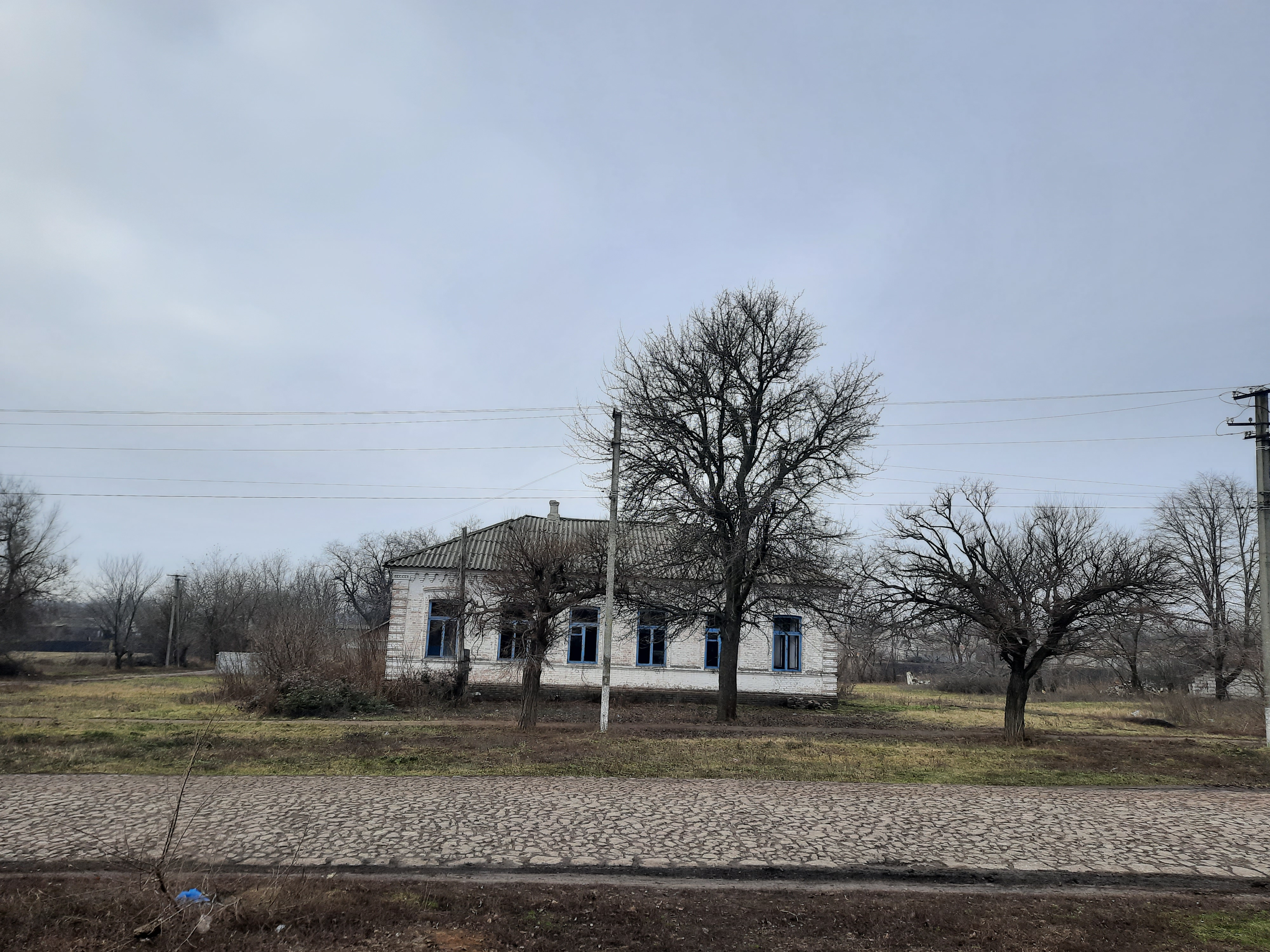
Будівля колишньої школи (2021)
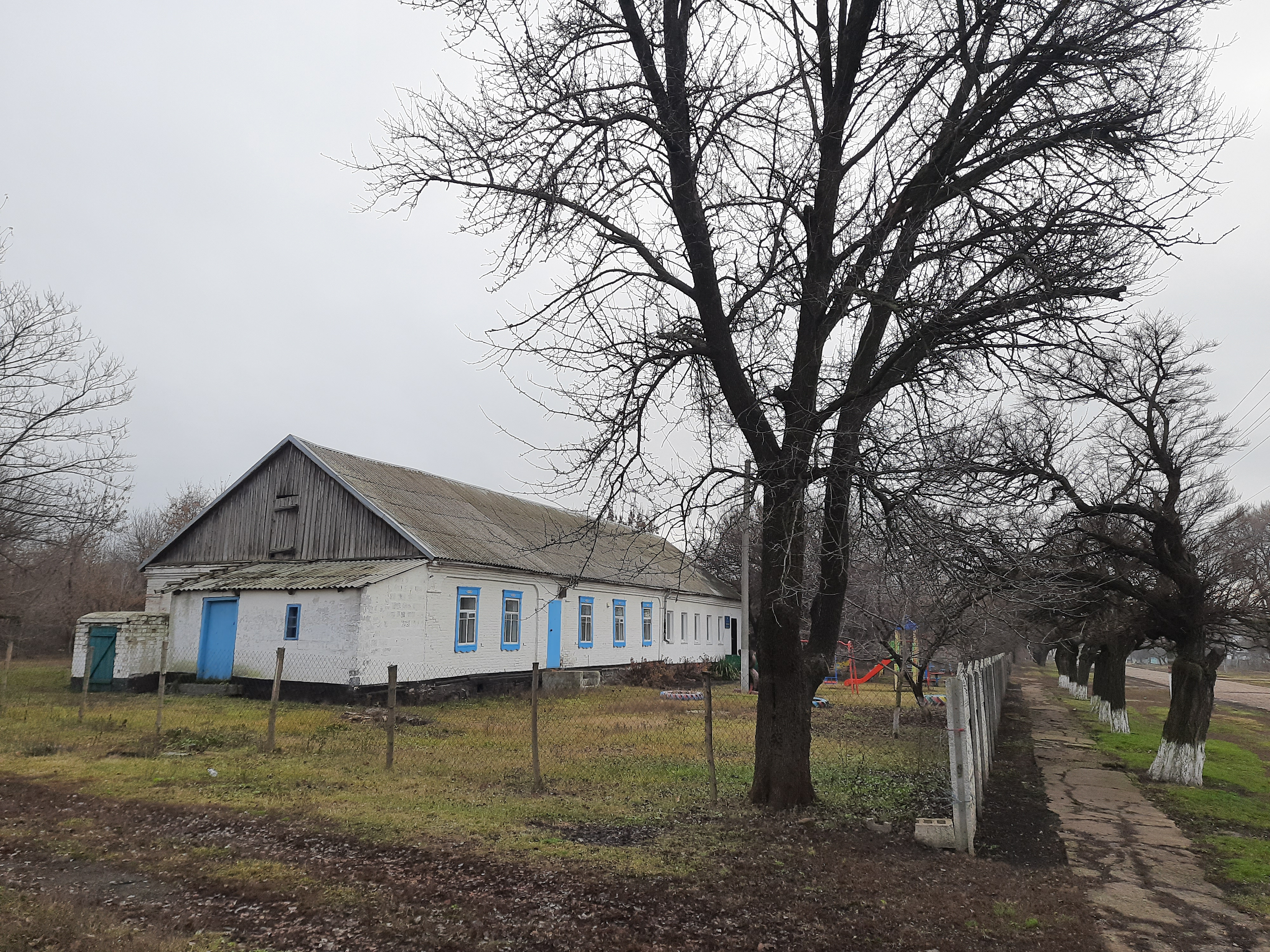
Будівля колишнього дитсадочку, раніше - лікарні (2021)
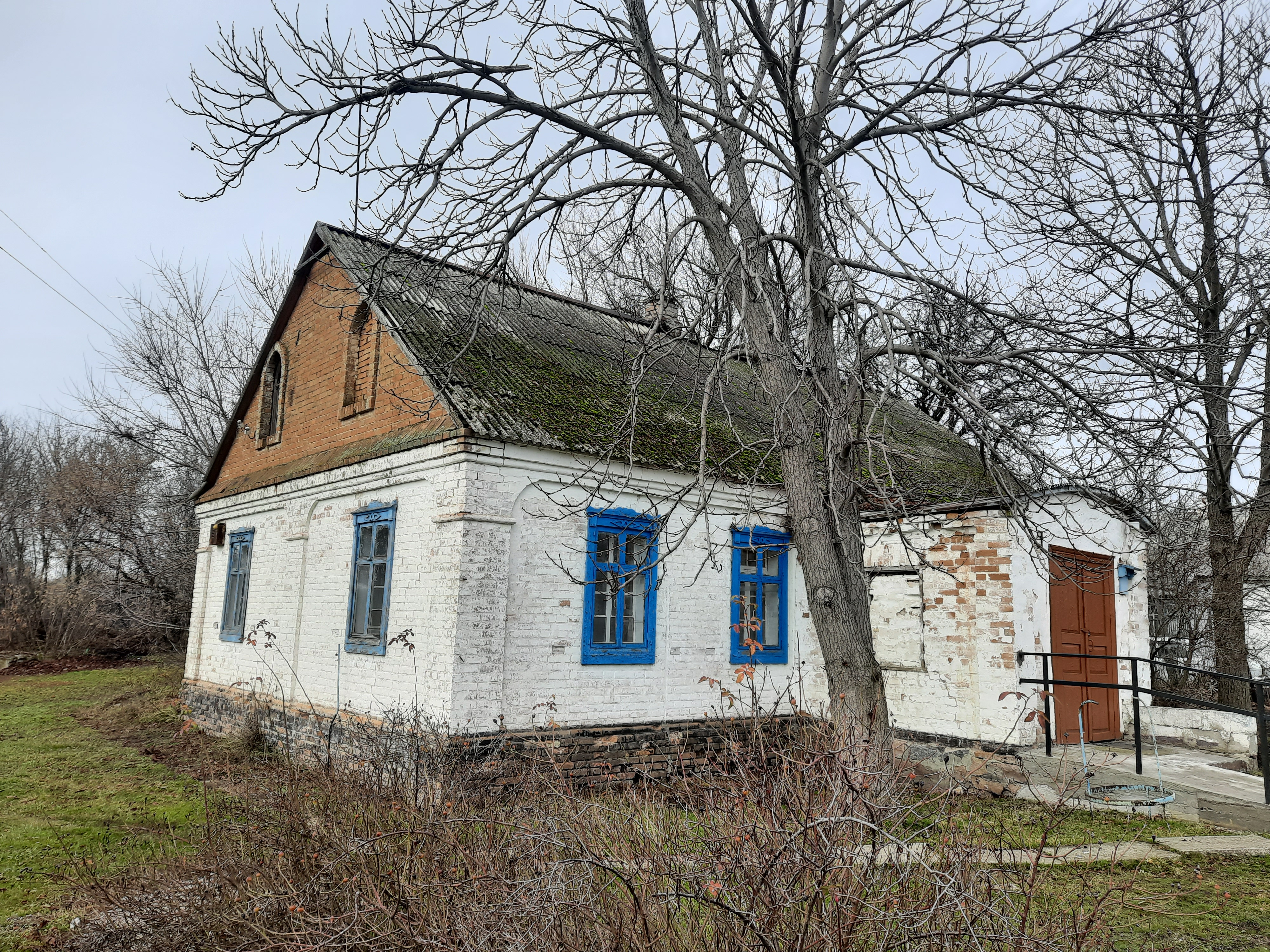
Будівля колишньої амбулаторії (2021)
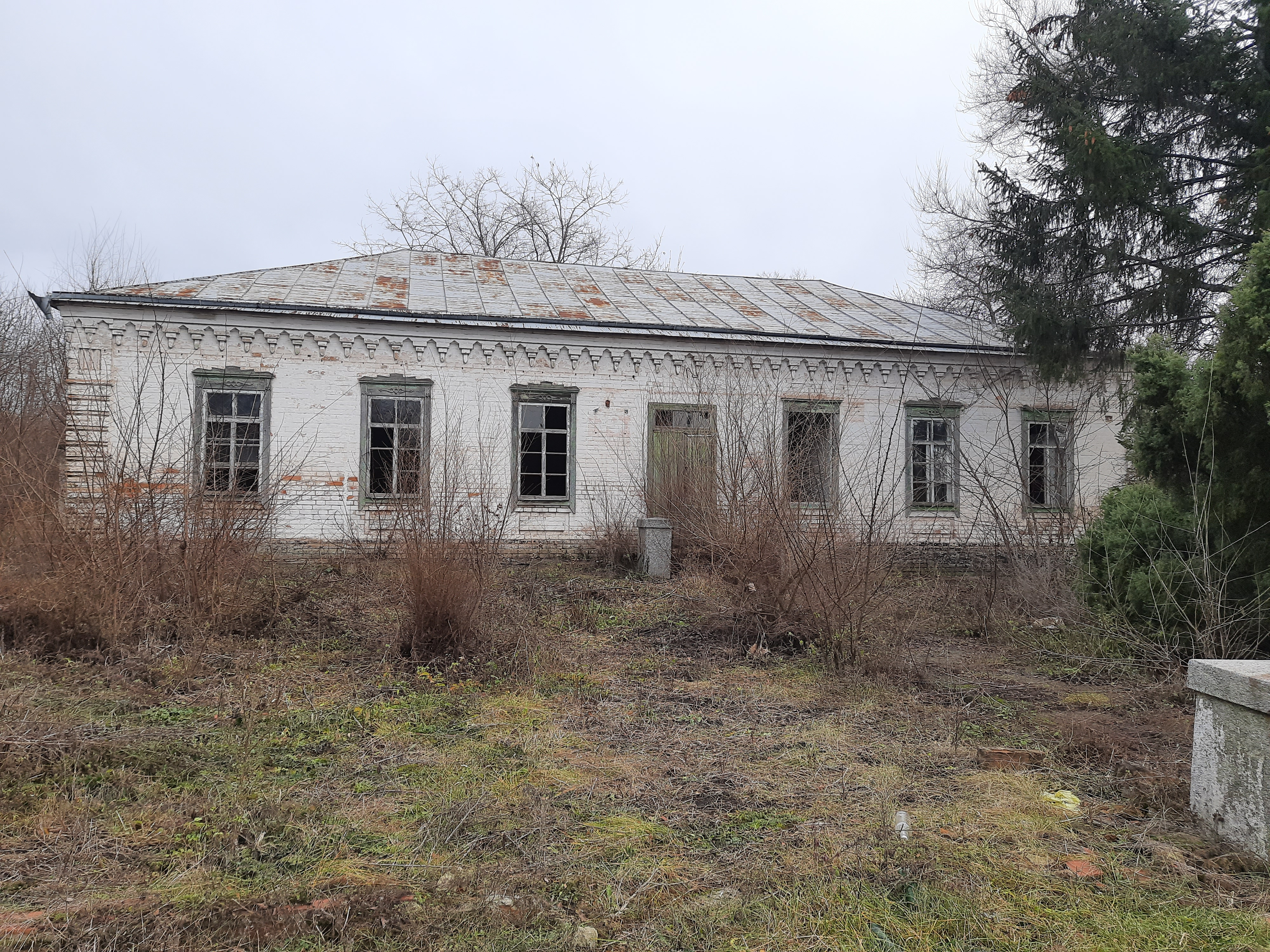
Будівля колишньої контори, раніше - школи (2021)
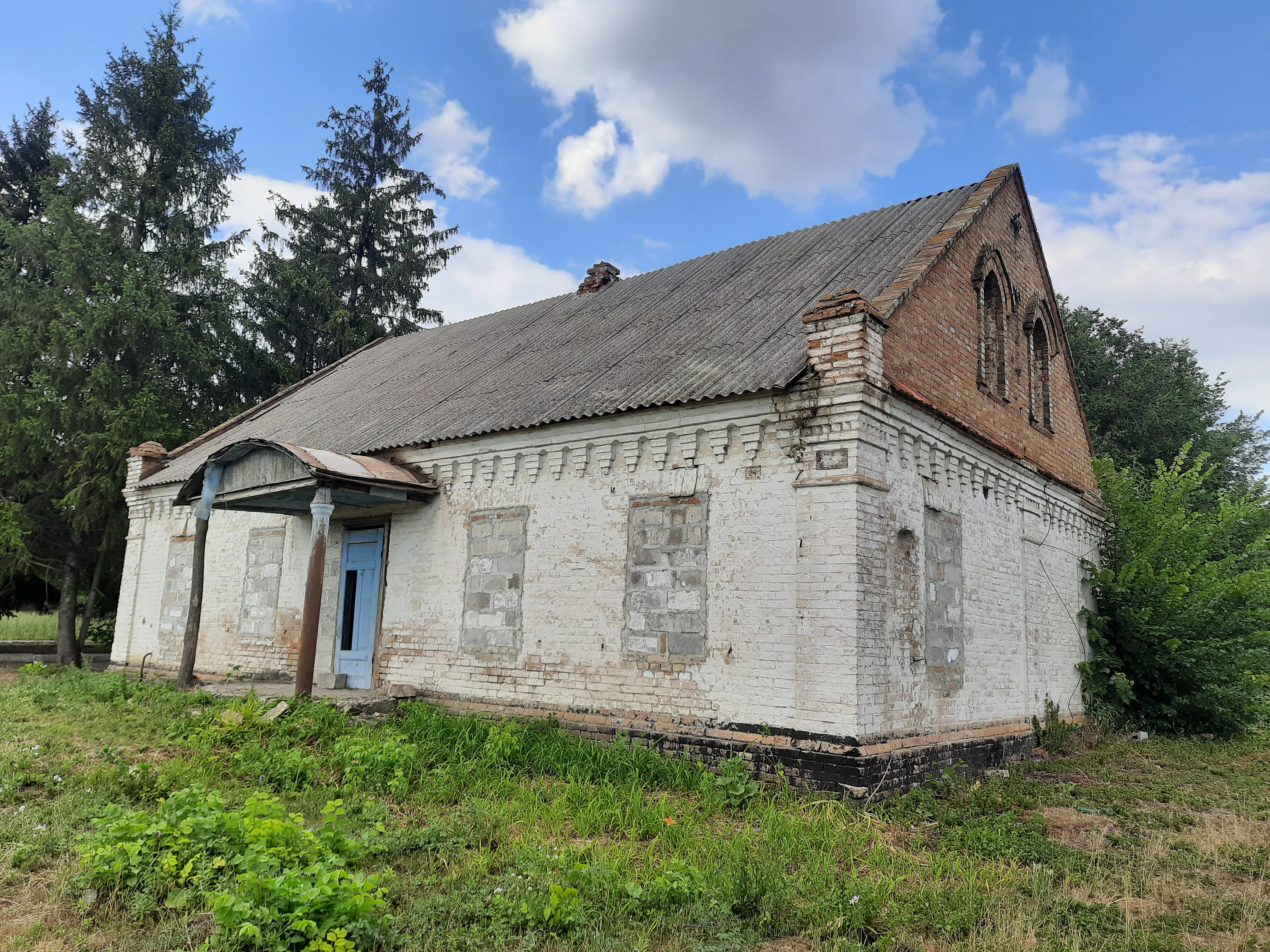
Будівля колишньої їдальні (2020)
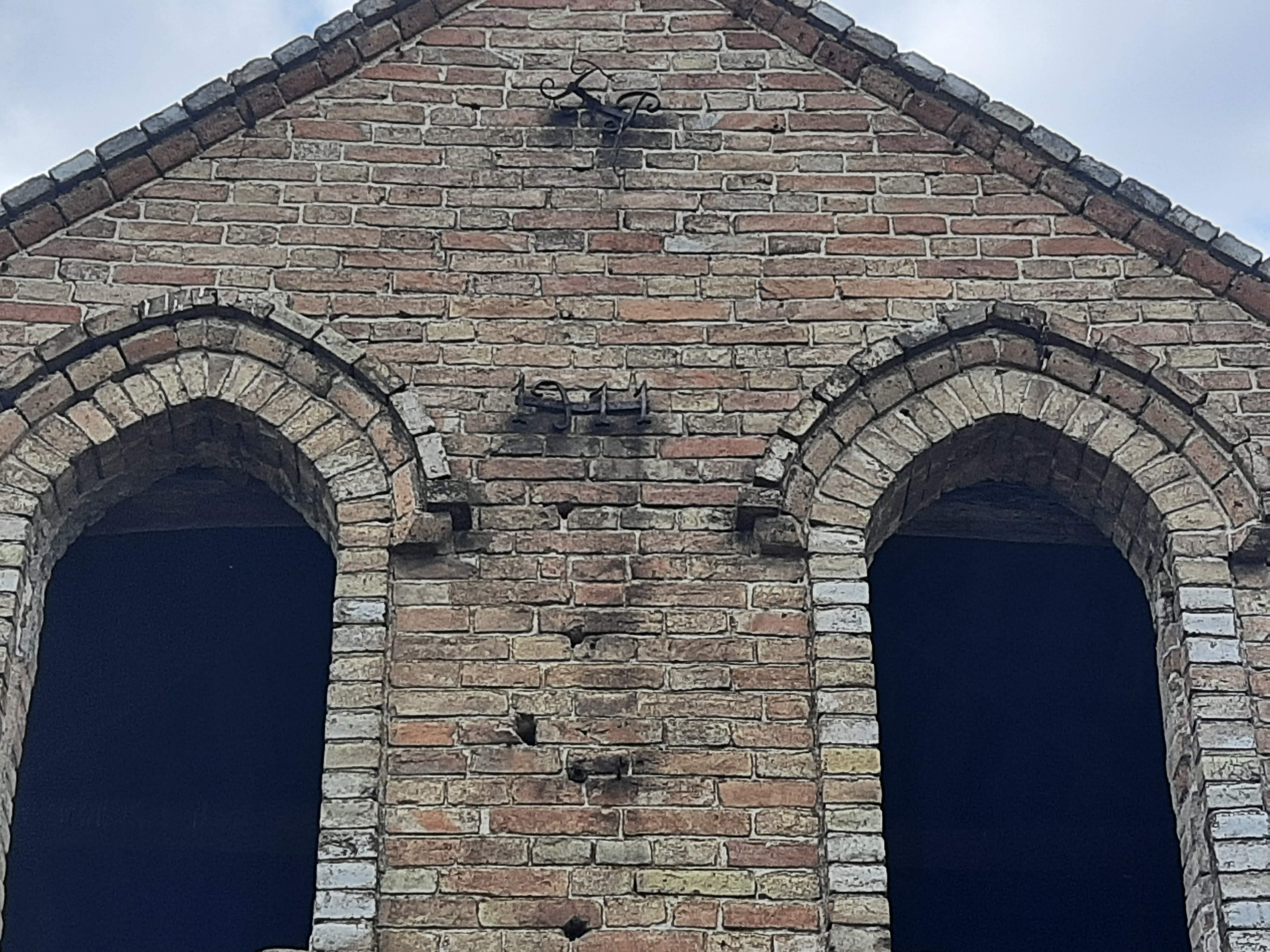
Ініціали власника та дата побудови на фронтоні будівлі (2020)